# ناثان فيلا
ناثان فيلا (بالإنجليزية: Nathan Vella)‏ هو لاعب اتحاد الرغبي نيوزيلندي، ولد في 10 فبراير 1990.

## وصلات خارجية
- ناثان فيلا على موقع ItsRugby.co.uk (الإنجليزية)